# Seznam dijonských biskupů a arcibiskupů
Toto je seznam dijonských biskupů a arcibiskupů.

## Biskupové dijonští (1731–2002)
- Jean Bouhier (1731–1743)
- Claude Bouhier (1743–1755)
- Claude-Marc-Antoine d'Apchon de Corgenon (1755–1776)
- Jacques-Joseph-François de Vogüé (1776–1787)
- René des Monstiers de Mérinville (1787–1790 (1801))
  - Jean-Baptiste Volfins (1791–1793) (ústavní biskup)
- Henri Reymond (1802–1820)
- Jean-Baptiste Dubois (1820–1822)
- Jean-François Martin de Boisville (1822–1829)
- Jacques Raillon (1829–1830)
- Claude Rey (1831–1838)
- François-Victor Rivet (1838–1884)
- Jean-Pierre-Bernard Castillon (1885–1885)
- Victor Lecot (1886–1890)
- Frédéric-Henri Oury (1890–1898)
- Albert-Léon-Marie Le Nordez (1898–1904)
- Pierre Dadolle (1906–1911)
- Jacques-Louis Monestès (1911–1915)
- Maurice Landrieux (1915–1926)
- Pierre Petit de Julleville (1927–1936)
- Guillaume Sembel (1937–1964)
- André Charles de la Brousse (1964–1974)
- Albert Decourtray (1974–1981)
- Jean Balland (1982–1988)

## Metropolití arcibiskupové dijonští (od roku 2002)
- Michel Louis Coloni (1989–2004)
- Roland Minnerath (2004-2022)
- Antoine Hérouard (od 2022)